# James M. Cain

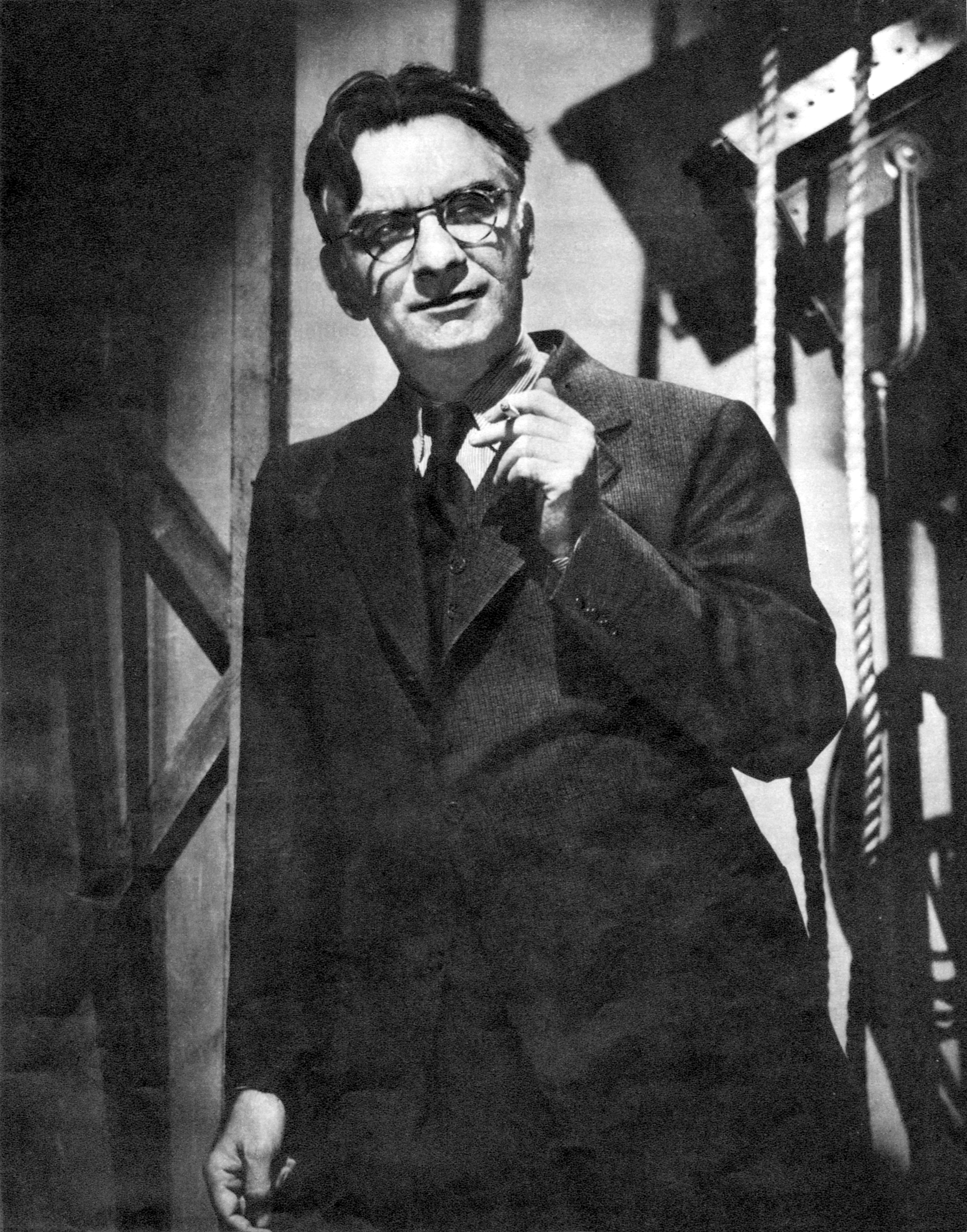

James Mallahan Cain (n. 1 iulie 1892, Annapolis, Maryland - d. 27 octombrie 1977, University Park, Maryland) a fost un autor și jurnalist american de origine irlandeză. Deși Cain s-a opus vehement acestei etichetări, el este de obicei asociat cu Școala Americană de roman noir de ficțiune polițistă și este văzut ca fiind unul dintre creatorii acestui „roman noir”. Câteva dintre romanele sale polițiste au stat la baza scenariilor unor filme de mare succes.

## Lucrări scrise
(între paranteze anul primei apariții)
- Our Government (1930)
- Poștașul sună întotdeauna de două ori (The Postman Always Rings Twice, 1934)
- Serenade (1937)
- Mildred Pierce (1941)
- Love's Lovely Counterfeit (1942)
- Career in C Major and Other Stories (1943)
- Double Indemnity (1943) (publicat inițial în Liberty Magazine, 1936)
- The Embezzler (1944) (publicat inițial ca Money and the Woman, Liberty Magazine, 1938)
- Past All Dishonor (1946)
- The Butterfly (1947)
- The Moth (1948)
- Sinful Woman (1948)
- Jealous Woman (1950)
- The Root of His Evil (1951) (publicat și ca Shameless)
- Galatea (1953)
- Mignon (1962)
- The Magician's Wife (1965)
- Rainbow's End (1975)
- The Institute (1976)
- The Baby in the Icebox (1981); povestiri scurte
- Cloud Nine (1984)
- The Enchanted Isle (1985)
- The Cocktail Waitress (editare Charles Ardai, 2012)

## Filme
Următoarele filme au fost adaptate după romanele și povestirile lui Cain. 
- She Made Her Bed, SUA, 1934, regia Ralph Murphy (după povestirea "The Baby in the Icebox")
- Wife, Husband and Friend, SUA, 1939,regia Gregory Ratoff (după povestirea "Two Can Sing", altă denumire "Career in C Major")[1]
- Le Dernier tournant, Franța, 1939, regia Pierre Chenal (după romanul The Postman Always Rings Twice)
- When Tomorrow Comes (denumit uneori și The Modern Cinderella), SUA, 1939, regia John M. Stahl (romanul The Root of His Evil)
- Ossessione, Italia, 1943, regia Luchino Visconti (romanul The Postman Always Rings Twice, necreditat)
- Double Indemnity, SUA, 1944, regia Billy Wilder
- Mildred Pierce, SUA, 1945, regia Michael Curtiz
- Poștașul sună întotdeauna de două ori (The Postman Always Rings Twice), SUA, 1946, regia Tay Garnett
- Everybody Does It, SUA, 1949, regia Edmund Goulding (povestirea "Two Can Sing", altă denumire "Career in C Major")[1]
- Slightly Scarlet, SUA, 1956, regia Allan Dwan (romanul Love's Lovely Counterfeit)
- Serenade, SUA, 1956, regia Anthony Mann
- Interlude, SUA, 1957, regia Douglas Sirk
- Interlude, SUA, 1968, regia Kevin Billington
- Poștașul sună întotdeauna de două ori (The Postman Always Rings Twice), SUA, 1981, regia Bob Rafelson
- Butterfly, SUA, 1982, regia Matt Cimber
- Girl in the Cadillac, SUA, 1995, regia Lucas Platt (romanul The Enchanted Isle)
- Mildred Pierce, SUA, 2011, regia Todd Haynes